# Новіаль
Новіаль — допоміжна штучна мова, розроблена для полегшення міжнародного спілкування. Створена данським лінгвістом Отто Єсперсеном (одним із розробників ідо) в 1928 році, з його смертю в 1943-му практично вийшла з ужитку.
Словниковий запас мови базується на романських та германських мовах, граматика має риси англійської.

## Міжнародна мова
Вперше новіаль було описано в книзі Єсперсена Міжнародна мова (1928). В першій її частині говориться про необхідність у міжнародній штучній мові, недоліки природних мов для міжнародного спілкування, поширені негативні відгуки про вже існуючі штучні мови. Також автор представляє критичний огляд історії створених штучних мов, з розділами про волапюк, есперанто, ідо, окциденталь та деякі інші. Автор пояснює, що він використовує значну кількість праць з проблем штучно створених міжнародних мов, причому не тільки вищеописаних.
Друга частина книги детально описує новіаль. Враховуються альтернативні можливі розв'язання проблем фонології, орфографії, граматики та словникового запасу. Обрання тих чи інших особливостей пояснюється порівняннями з природними та іншими штучними мовами.

## Граматичні особливості

### Дієслова
Дієслівні форми ніколи не змінюються за особами чи числами. Більшість граматичних часів та форм виражаються допоміжними дієсловами, що стоять перед коренем головного, стоячи в тому ж порядку, що й в англійській.
Також у новіалі чітко розрізняються пасивні форми становлення та буття (наприклад, me bli protekte — мене починають захищати, me es protektet — мене захищають).

### Артиклі
Є обов'язковий визначений артикль li, що використовується так само як і англійський the. Невизначеного артикля немає, хоча можна вживати un (один).

### Іменники
Множина утворюється додаванням до форми однини -s (-es після приголосного).
Знахідний відмінок, як правило, ідентичний до називного, але може бути позначений закінченням -m (-em після приголосного), у множині -sem (-esem відповідно) або прийменником em.
Родовий відмінок утворюється закінченням -n (-en), у множині — -sen (-esen) або прийменником de.
Інші відмінки формуються прийменниками.

### Прикметники
Всі прикметники мають закінчення -i, але цим можна знехтувати, якщо вимова достатньо проста і не викличе непорозумінь. Прийменники йдуть перед іменником. Також вони не узгоджуються з іменниками, але можуть мати закінчення іменників за відсутності відповідних.

### Прислівники
Прикметник може бути перетворений на відповідний прислівник додаванням -m після закінчення -i.